# Orphnophanes turbatalis
Orphnophanes turbatalis là một loài bướm đêm trong họ Crambidae.